# Looz
Looz (prononcer [lo] ; en néerlandais Borgloon) est une section ville néerlandophone de Tongres-Looz en Belgique située en Région flamande dans la province de Limbourg.
Jusqu'en 2024, c'était une commune indépendante avant de fusionner avec celle de Tongres le 1er janvier 2025 pour former Tongres-Looz.

## Description
Lootz ou Borcklain était un ancien bourg-village sur la rivière Herck, à une douzaine de kilomètres au sud de Hasselt.
Près de Looz se situe l'abbaye Mariënlof ou de Colen. Cet ancien couvent de Croisiers, dont l'ordre fut fondé en Belgique au XIIIe siècle, est occupé par des cisterciennes.

## Histoire
Looz était originellement la capitale du comté de Looz, avant le transfert vers Hasselt au cours du XIIIe siècle. Durant l'été 1180, le saccage de Looz, ville et place forte, par les troupes du prince-évêque de Liège et la lenteur de la reconstruction expliqueraient le choix provisoire du comte Gérard d'installer la résidence de la cour administrative comtal au lieu-dit "Kuringen" (ou Curange), aujourd'hui près de Hasselt.
Le comte de Looz Arnoû VI ou Arnoul IV avait épousé Jeanne héritière du comté de Chiny, scellant l'union des deux entités au XIIIe siècle et, en 1285, le nom prestigieux de 'Looz' retentit sans cesse au cours des fêtes du tournoi de Chauvency. Mais, dans les faits, le village de Hasselt reçoit un statut de ville à la mode liégeoise au printemps 1232, avant de bénéficier d'un canal la reliant à la rivière Demer.
Après 1333, l'union disparaît et avant 1360, l'évêque de Liège fait occuper le comté de Looz, avant d'en acheter les droits au dernier héritier en 1367.
Elle figure parmi les dix villes reconnues du comté de Looz, avant d'être une des 23 Bonnes Villes de la principauté de Liège.
La ville compte environ 1 500 habitants en 1880.
La commune a fusionné avec celle de Tongres le 1er janvier 2025 pour former Tongres-Looz.

## Localités et sections de la commune
| #  | Section      | Superf. (km²) | Habitants (2020) | Habitants par km² | Code INS |
| -- | ------------ | ------------- | ---------------- | ----------------- | -------- |
| 1  | Looz         | 10,35         | 3.879            | 375               | 73009A   |
| 2  | Kuttekoven   | 2,09          | 118              | 56                | 73009B   |
| 3  | Kerniel      | 4,07          | 710              | 175               | 73009C   |
| 4  | Gors-Opleeuw | 5,38          | 400              | 74                | 73009D   |
| 5  | Jesseren     | 3,77          | 774              | 205               | 73009E   |
| 6  | Bommershoven | 6,37          | 851              | 134               | 73009F   |
| 7  | Grand-Looz   | 0,58          | 154              | 266               | 73009G   |
| 8  | Broekom      | 1,84          | 414              | 225               | 73009H   |
| 9  | Hendrieken   | 1,02          | 197              | 194               | 73009J   |
| 10 | Voort        | 2,34          | 195              | 83                | 73009K   |
| 11 | Gotem        | 2,13          | 271              | 127               | 73009L   |
| 12 | Hoepertingen | 8,49          | 2.278            | 268               | 73009M   |
| 13 | Ryckel       | 2,91          | 768              | 264               | 73009N   |

## Héraldique
|  | La ville possède des armoiries qui lui ont été octroyées le 21 octobre 1907 et à nouveau le 25 septembre 1980. La couronne et les branches ont été officiellement attribuées le 12 mai 1992. Ces armoiries sont celles du comté médiéval et des comtes de Looz, l'une des familles les plus importantes de la région. Borgloon était la capitale du Comté de Looz. Il a reçu les droits de la ville en 1200. Les sceaux de la ville sont connus depuis 1301 et montrent les armoiries de Looz et un château (Burcht, Borg en néerlandais). Depuis lors la ville a toujours utilisé les armoiries de Looz. Ces armoiries ont été à la base de la création de nombreuses armoiries des communes de la région. En 1992, les armoiries ont été augmentées avec une couronne, également utilisée historiquement, et avec deux branches en fleurs, symbolisant l’importance des vergers et de la culture fruitière depuis le milieu du XIXe siècle. Blasonnement : burelé de gueules et d’or de dix pièces. L'écu surmonté d'une couronne de cinq fleurons et placé entre deux fleurs croisées de couleur naturelle au fond. (Traduction libre) Source du blasonnement : Heraldy of the World. |

## Démographie

### Évolution démographique avant la fusion
- Sources : INS, Rem. : 1831 jusqu'en 1970 = recensements, 1976 = nombre d'habitants au 31 décembre[4].

### Évolution démographique de la commune fusionnée
En tenant compte des anciennes communes entraînées dans la fusion de communes de 1977, on peut dresser l'évolution suivante :
- Source : DGS - Remarque: 1831 jusqu'à 1981=recensement; depuis 1990=nombre d'habitants chaque 1er janvier[5]

## Sites et monuments

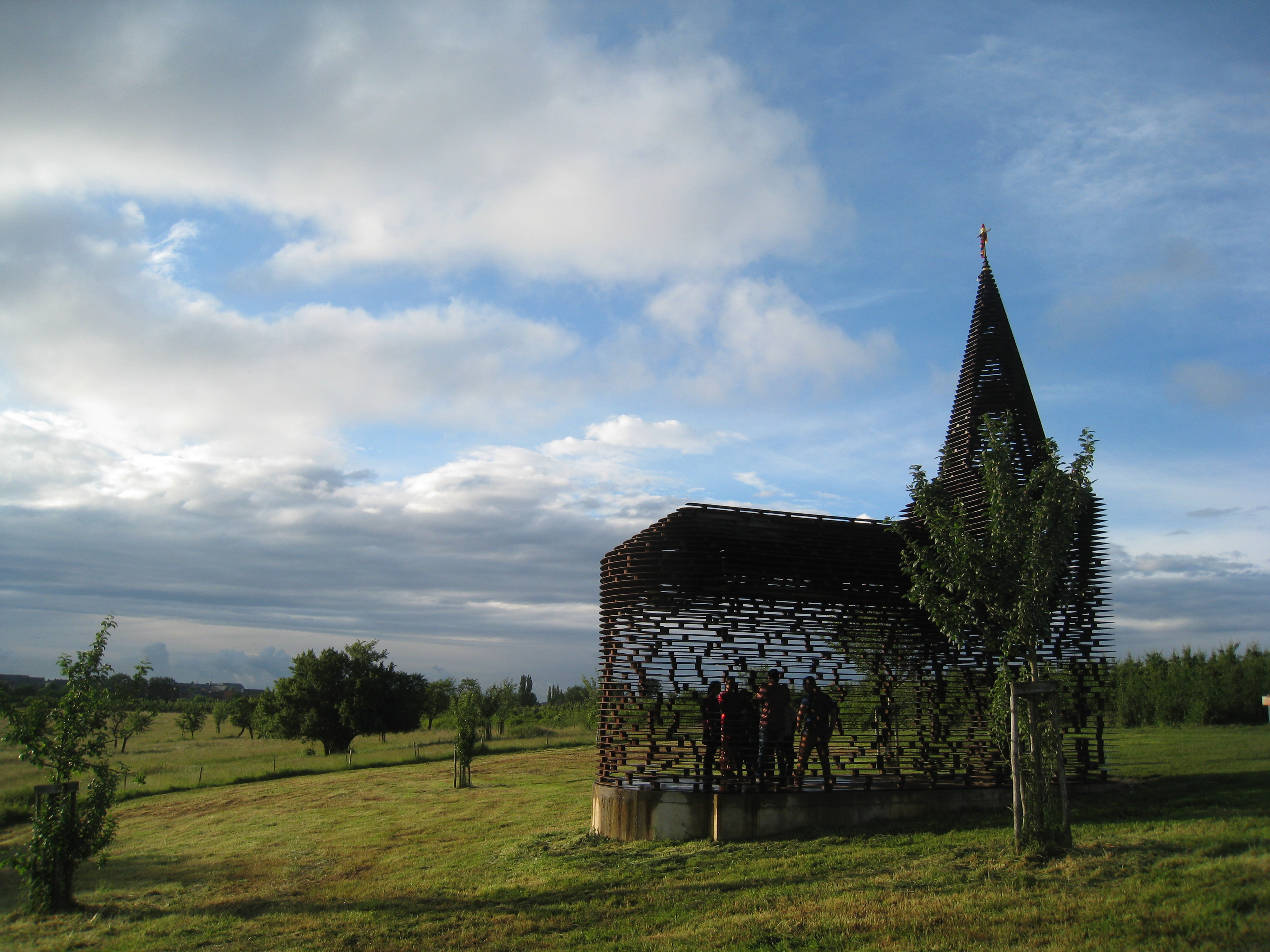
L'église transparente de Looz

- Église transparente de Looz

## Personnalités
- Karel Lismont (1949-), marathonien, médaillé olympique et champion d'Europe, est né à Looz.